# MFK CSKA Moscú
El MFK CSKA (del ruso: МФК ЦСКА) es un equipo profesional ruso de fútbol sala con sede en Moscú. El club fue fundado en 1996 como parte de la sociedad deportiva CSKA Moscú y juega en la Superliga Rusa de Futsal.